# Caledonicrinus vaubani
Caledonicrinus vaubani is een haarster uit de familie Bathycrinidae.
De wetenschappelijke naam van de soort werd in 1990 gepubliceerd door R. Avocat & Michel Roux.